# Embalse de Valdecañas
El embalse de Valdecañas es un embalse enclavado en el río Tajo. 
El muro de contención se encuentra entre los términos municipales de Belvís de Monroy y de Valdecañas de Tajo, de donde toma el nombre. La cola del pantano se encuentra a la altura de la localidad toledana de Puente del Arzobispo. 
El agua cubre los términos municipales de Belvís de Monroy, Valdehúncar, Peraleda de la Mata, El Gordo, Berrocalejo, Valdeverdeja, Alcolea de Tajo, Puente del Arzobispo, Villar del Pedroso, Valdelacasa, Peraleda de San Román, Bohonal de Ibor, Mesas de Ibor y Valdecañas de Tajo.
Su cuenca tiene una superficie de 36 540 km² con una aportación media anual de 4054 hm³.

## Historia

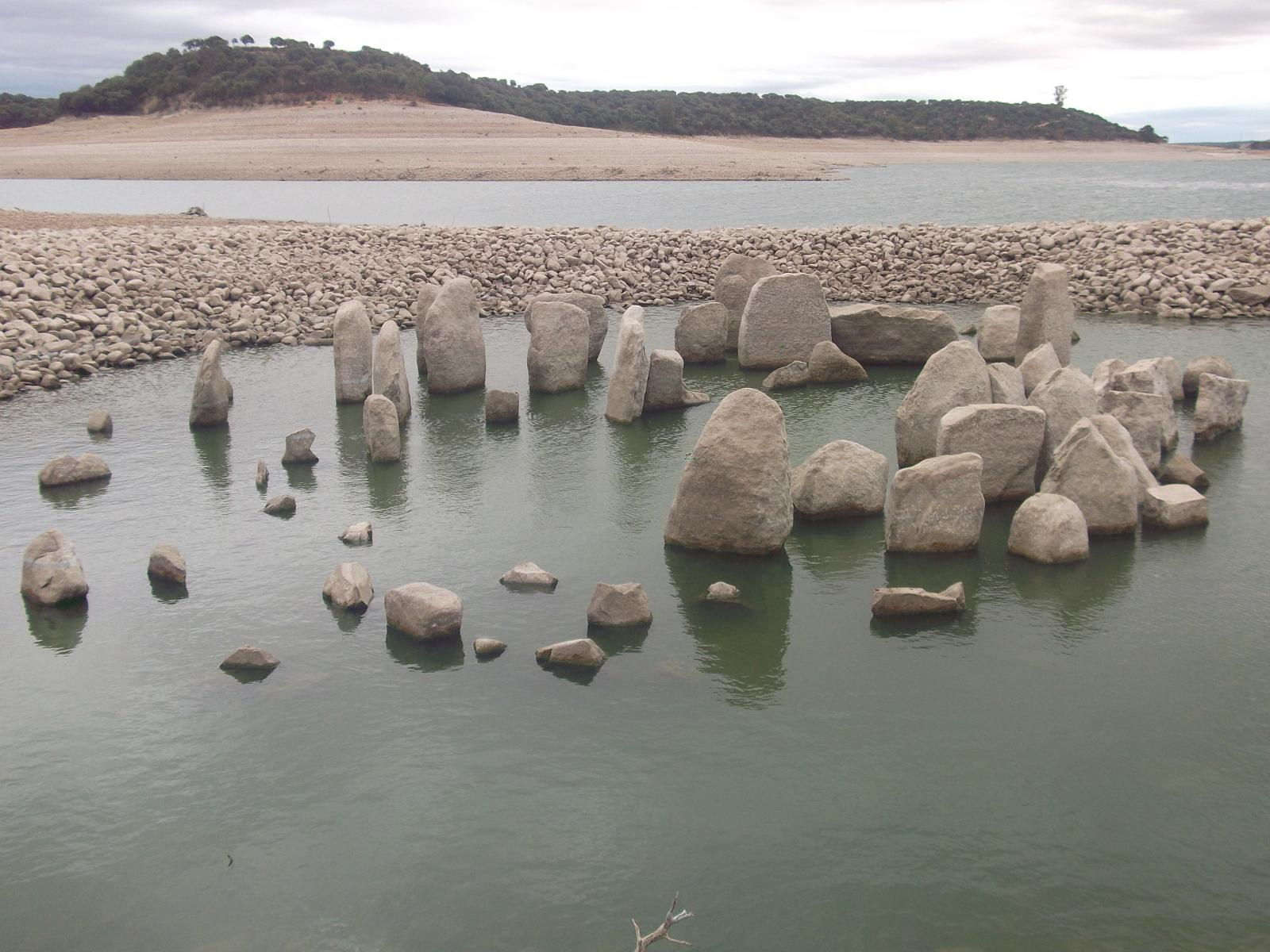
Dolmen de Guadalperal

Su construcción se llevó a cabo entre 1957 y 1964. 
Bajo sus aguas se encuentra un yacimiento de la Edad del Bronce con un dolmen que emerge cuando las aguas bajan. El complejo megalítico del dolmen de Guadalperal es denominado también como el Stonehenge español por su parecido al crómlech de Stonehenge, monumento megalítico situado cerca de Amesbury, en el condado de Wiltshire, Inglaterra, a unos quince kilómetros al norte de Salisbury.

## Explotación
En 2014 se ordenó el derribo de un complejo turístico conocido como Isla de Valdecañas, que está construido dentro del embalse, en la zona perteneciente a Red Natura 2000.  La adscripción a la Red Natura ocurrió cuando la construcción del proyecto turístico ya se había iniciado.

## Central de bombeo
El Ministerio para la Transición Ecológica y el Reto Demográfico autorizó en 2024 un proyecto de Iberdrola para instalar una central hidroeléctrica de bombeo reversible en el embalse de Valdecañas. Este tipo de instalación sirve para almacenar energía cuando hay un exceso de producción (por ejemplo, con renovables como el sol o el viento) y liberarla cuando la demanda eléctrica es mayor. Se logra mediante el bombeo de agua entre dos embalses: en momentos de exceso energético, se bombea agua desde un embalse inferior a uno superior, y cuando se necesita energía, esa agua se deja caer para generar electricidad con turbinas.
El proyecto cuenta con una potencia total de 275 MW, lo que supone una capacidad significativa para apoyar la red eléctrica. Además, se incluye un sistema de baterías de 15 MW que puede almacenar hasta 7,5 megavatios-hora (MWh). No requiere nuevas infraestructuras civiles ni modificaciones en los niveles de operación de los embalses existentes, ya que se aprovechan los embalses de Valdecañas y Torrejón. Tampoco es necesario construir nuevas líneas eléctricas, pues se utilizan las ya existentes.
El bombeo de Valdecañas permite reducir alrededor de 200 000 toneladas de dióxido de carbono (CO₂) al año, al facilitar una mayor integración de energías renovables en el sistema eléctrico, generando 165 empleos directos y unos 500 empleos indirectos.